# گمینا تچن
گمینا تچن (به لهستانی:  Gmina Tyczyn) یک گمینا در لهستان است که در شهرستان ژشوف واقع شده‌است. گمینا تچن ۸۲٫۴۴ کیلومتر مربع مساحت و ۱۶٬۳۰۲ نفر جمعیت دارد.